# Atanazy IV (patriarcha Jerozolimy)
Atanazy IV – prawosławny patriarcha Jerozolimy w latach 1452–1460.